# Sphaericus marmoratus
Sphaericus marmoratus là một loài bọ cánh cứng trong họ Ptinidae. Loài này được Wollaston miêu tả khoa học năm 1865.